# Lanz (Roman)
Lanz ist ein 2017 im Zürcher Nagel & Kimche Verlag erschienener Roman des Schweizer Autors Flurin Jecker. Der Roman dreht sich um das Leben und die Probleme eines Teenagers in der heutigen Welt und hat vor allem durch die darin verwendete aussergewöhnliche Sprache des 14-jährigen Erzählers Aufmerksamkeit erregt.

## Inhalt

### Blog
Die Hauptfigur Lanz schreibt Blogeinträge anlässlich einer Schulprojektwoche zum Thema «Ich schreibe einen Blog». Seine Einträge sind nach Wochentagen geordnet, betitelt und entstehen üblicherweise im Laufe desselben Tages bzw. des folgenden Tages.

#### Montag (S. 7–18)
Ich wollte Lynn und keinen scheiss Blog: Es ist Montag und die Projektwoche hat begonnen. Lanz hat «Ich schreibe einen Blog» als Thema gewählt, weil ihm von seinem Freund Andi gesagt wurde, dass Lynn es gewählt habe. Doch anstatt auf Lynn zu treffen, sieht er seinen Klassenlehrer Herr Gilgen und ein paar andere Schüler. Er denkt an Andi, weil der ihm gesagt hatte, dass Lynn auch an diesem Projekt teilnehme. Herr Gilgen stellt das Projekt vor und gibt erste Anleitungen, z. B. dass man unbedingt ein festes Thema haben solle, bevor man schreibe. Wie jeden Montag und Donnerstag geht Lanz zu den Müllers Mittagessen. Auf dem Weg zu den Müllers schreibt Lanz Andi an, und behauptet, dass er nicht so einen Freund gebrauchen könne, der ihn mit so etwas verarscht. Andi schwört hingegen, dass er sich sicher gewesen sei, dass Lynn auch diesen Kurs genommen habe. Lanz kommt bei den Müllers an und isst mit ihnen zum Mittag, währenddessen sprechen sie über die Schule und darüber, was bei Lanz gerade so läuft. Das Gespräch geht etwas lang, Lanz verspätet sich.
Am Nachmittag kommt er ins Zimmer rein und fängt zum ersten Mal zu schreiben an. Lehrer Gilgen fragt, was er denn alles geschrieben habe. Das gehe ihn nichts an, sagt Lanz und verweigert das Zeigen. Lehrer Gilgen setzt ein neues Dokument mit dem Titel «MEIN BLOG BEI HERRN GILGEN» auf. Lanz wartet, bis der Lehrer sich jemand anderem zuwendet und ändert den Titel zu «Ich wollte Lynn und keinen scheiss Blog» (S. 15). Lanz macht seinen ersten freiwilligen Eintrag und kann kaum aufhören zu schreiben. Trotz des Klingelns bleibt er im Zimmer und schreibt noch weiter, wenn längst alle weg sind.
Zuhause stellt er fest, dass seine Mutter und ihr Freund Mani da sind. Er vermutet, dass sie miteinander schlafen. Das sorgt immer für eine peinliche Atmosphäre, auch weil er sich daran stört, dass Mani danach immer tiptop angezogen aus dem Schlafzimmer kommt. Lanz macht deshalb seine Zimmertüre zu, hört Nirvana und dreht sich eine Zigarette, was eine neue Angewohnheit von ihm ist.

#### Dienstag (S. 19–60)
Lanz und Mani (den er «Manimat» nennt) setzen sich am Abend zum Essen an den Tisch. Dabei merkt Mani, dass Lanz nach Rauch riecht und verlangt von Silvia, dass sie ihn bestrafen solle.
Nach dem Essen setzt sich Lanz an den Computer und startet das Videospiel Heroes of the Storm. Er spielt das Spiel schon seit mehreren Jahren. Die ersten Runden bereiten ihm Spass, aber dann wird es ihm langweilig. Er klickt lustlos in seinem Profil herum, klappt irgendwann den Laptop zu und fragt sich, was er da eigentlich mache. Er beschliesst stattdessen nach draussen zu gehen, zu seinem Platz bei der Eiche, der etwas oberhalb des Wohnhauses liegt. Von dort beschliesst er aber weiter in den Wald zu gehen. Um alleine in den Wald zu gehen, muss er seine Angst überwinden. Auf dem Weg zum Wald kommt er an einem Bauernhof vorbei, bei dem Licht brennt. Hier fürchtet er sich, weil er sich vorstellt, dass hier ein Kinderschänder wohnen könnte. In einer Rückblende beschreibt er seine Angst in der Kindheit, dass er von Kinderschändern gefasst werden würde. Infolge dieser Angst musste er nach der Schule stets auf seinen Schulkameraden und Nachbar Livu warten. Er mochte Livu zwar nicht, musste aber so nicht alleine nach Hause laufen. Er geht weiter zum Dorfplatz zu einem Brunnen und raucht dort einen Joint. Ihm wird schnell kalt und so begibt er sich wieder auf den Heimweg.
Am nächsten Morgen kommt Lanz zu spät in die Schule, wird von Lehrer Gilgen ausgeschimpft und merkt, dass Lynn nun neben ihm sitzt. Gilgen will, dass Lanz eine Textstelle aus seinem Blog vorliest, aber Lanz verweigert es. Daraufhin geht Gilgen zu Lanz und führt mit ihm ein Gespräch darüber, dass Lanz den Projektunterricht nicht stören dürfe. Nach der Mittagspause hat Lanz ein oberflächliches Gespräch mit Lynn. Beim Abendessen erzählt Lanz seiner Mutter, dass er Projektwoche hat, jedoch nicht, dass sein Projekt von Lehrer Gilgen unterrichtet wird. Lanz reflektiert darüber, dass er die Kommunikation zwischen Mutter und leiblichem Vater aufrechterhält und bemerkt sein Unwohlsein in dieser Rolle. Er wünscht, dass seine Eltern wieder zusammen wären.

#### Mittwoch (S. 61–72)
Lanz beginnt seinen Eintrag am Mittwoch mit der Schilderung des Dienstagabends. Er erzählt, wie er bei seinem Vater übernachtete und er schon um Viertel nach Neun ins Bett musste. Er blieb noch lange wach und rauchte sogar noch auf dem Balkon. Er überlegte sich, was er in den Ferien machen könnte und weiss es nicht. Das veranlasst ihn dazu von seinen schlimmsten Ferien mit dem Vater zu berichten. Die Ferien waren langweilig und traurig. Der Vater schlief nicht genug und wirkte krank. Lanz dachte gar, dass er Krebs haben könnte.
Zurück in der Schule trifft er wieder auf Lynn. Schliesslich fragt er Lynn, ob er sie bei Facebook adden darf, wozu sie einwilligt. Er will wissen, ob Lynn auch auf die Abschlussparty der Schule komme. Das verneint Lynn, aber Lanz erfährt nicht weshalb, weil der Lehrer Gilgen das Gespräch unterbricht.

#### Donnerstag (S. 73–100)
Lanz' Schulkameradin Tabea schreibt Lanz über Facebook an. Er ist enttäuscht, dass es nicht Lynn ist, die ihn anschreibt. Deshalb ignoriert er Tabea. (S. 75). Danach geht Lanz zu Andi und sie kiffen zusammen. Lanz erzählt Andi, dass die Beziehungsanbahnung mit Lynn nicht funktionieren könne, weil sie in den Ferien nach Colorado reise. Deshalb komme sie auch nicht an die Schulabschlussparty (S. 76–77). Alleine geht er anschliessend zu seinem Platz bei der Eiche, oberhalb seines Wohnortes. Er denkt über die Projektwoche bzw. über seine Gruppe nach. Er will weder nach Hause noch sonst wohin (S. 78–79). Er erinnert sich an Ostern, das, als er noch klein war, besonders für ihn war (S. 80–81).
Er kehrt doch nach Hause zurück, packt dort aber seine wichtigsten Sachen in einen Rucksack. Nimmt sich Geld seiner Mutter, um sich ein Zugticket zu kaufen, verlässt sein Haus und begibt sich zum Bahnhof. Auf dem gegenüberliegenden Gleis sieht er eine ehemalige Lehrerin, was Schamgefühle auslöst (S. 82–83). Er besteigt aber den Zug nach Bern und fährt von dort weiter nach Zürich. Seine Eltern wissen nichts von seinem plötzlichen Verschwinden. Im Zug nach Chur führt er ein kurzes Gespräch mit einer Frau, die einen Blindenhund ausbildet (S. 85). Sein Reiseziel ist Clavau (ein fiktiver Ort in Graubünden). In Clavau verlässt er den Zug und sucht das Haus seiner Verwandten auf, die er zuletzt vor einem Jahr gesehen hat (S. 89). Eingeflochten werden Erinnerungen an diesen letzten Besuch: Damals sah er oft mit seinem Cousin Gian fern und rauchte im Stall. Er hatte sich auch in eine Freundin seiner Cousine, in Simona verliebt bei diesem Aufenthalt und sie schrieben sogar miteinander, nachdem er aus den Ferien heimgekehrt war. Als er jetzt bei seinen Verwandten ankommt, läuft er zunächst zum Stall. Hier erinnert er sich daran, als er mit Gian im Heu kämpfte. Im Stall sieht er nun seine Verwandten Anna, Mike, Gian, Ciara und ihren Hund Cesar (S. 82). Erst bemerken sie Lanz gar nicht und er braucht Mut, um sich zu erkennen zu geben. Doch die Familie ist beschäftigt, weil eine Kuh schwer krank ist. Der Tierarzt kommt und muss sie einschläfern. Mit einem Gabelstapler laden Gian und Lanz die Tierleiche auf und bringen sie aus dem Stall (S. 94–95). Später kocht die Grosstante (genannt «Tatta») für die ganze Familie Abendessen. Danach schleichen sich Gian, Lanz und Ciara in den Schweinestall um zu kiffen. Lanz schläft in Tattas Zimmer (S. 98–100).

#### Letzter Tag (S. 101–125)
Lanz ist das Schreiben bereits so wichtig, dass er sich direkt nach dem Aufstehen an den Computer setzt und über seinen letzten Erlebnisse bloggt. Er will auch lieber schreiben, anstatt mit Gian der Arbeit auf dem Hof nachzugehen. Er schreibt, er würde lieber einen Text verfassen, als einer sogenannten «Scheissidee» nachgehen (S. 103). Zu Gian meint er: «Ich bin nicht abgehauen, weil mich schreiben anscheisst, sondern weil der Lehrer ein Arschloch ist» (S. 104). Gian und Ciara hänseln Lanz und unterbrechen ihn mehrmals beim Schreiben. Während dem Schreiben durchlebt er die vergangenen Ereignisse nochmals und fällt in die Gegenwart zurück (S. 105). Er beginnt offen über seine verletzten Gefühle zu sprechen, da seine Mutter offenbar immer noch nicht bemerkt hat, dass er verschwunden ist (S. 106). Lanz entscheidet sich einen Spaziergang zu machen und bekommt, durch seine Vorstellungen und Gedanken eine Art Panikattacke. Nachdem er hastig auf einen Stein geklettert ist, beginnt er zu weinen. Ausgelöst wird das durch eine Imagination von Spinnen und dem «Scheissgefühl», dass seine Eltern nicht wissen, wo er sich in diesem Moment befindet. (S. 108). Gian und Cara entdecken Lanz per Zufall. Nun hilft er mit beim Zuschaufeln und Plätten von Maulwurfshügeln, dem er nun wütend nachgeht (S. 110). Als plötzlich Hagel einsetzt, rennen sie in ein nahegelegenes Maiensäss. Dort finden sie Unterschlupf, erzählen sich Geschichten, kiffen und machen Blödsinn. Als die Nacht einsetzt, übernachten sie im Maiensäss (S. 112–123).
Am folgenden Tag meldet sich Lanz bei seiner Mutter, die daraufhin auch nach Clavau reist. Sie bleiben danach gemeinsam bei den Verwandten bis zum Ferienende.
Am Ende der Ferien kehren Lanz und seine Mutter nach Hause zurück. Lanz rechnet aus, wie viele Stunden er noch mit Lehrer Gilgen im Unterricht verbringen wird. Am Bahnhof erwartet ihn Andi (S. 124–125).

### Charaktere

#### Lanz
Die Hauptfigur Lanz ist ein vierzehnjähriger Schuljunge, der mit typischen und untypischen Alltagsproblemen eines Jugendlichen zu kämpfen hat. Im Vergleich zu seinen Gleichaltrigen denkt Lanz eher rebellisch, da er sich das Leben möglichst einfach gestalten will, andererseits ist er aber auch ängstlich. Im Roman ist sein Alltag geprägt von den Auseinandersetzungen seiner Eltern bzw. von seiner Mutter und deren Freund. Trotz seinem Freund Andi oder seinem Interesse an seinem Schwarm Lynn wirkt Lanz einsam. In der Projektwoche versucht er sich Lynn zu nähern und Kontakt aufzubauen, es bleibt offen, ob Lynn irgendeine Art von Interesse an Lanz entwickelt. Lanz ist oft langweilig, weshalb er raucht, kifft und Videospiele spielt, ohne dass es ihm richtig Spass macht. Im Schreiben seines Blogs findet er eine neue Leidenschaft.

#### Lehrer Gilgen
Lehrer Gilgen, von Lanz auch Gilginator genannt, ist der Klassenlehrer von Lanz. Für Lanz ist er ein «Hasslehrer». Bei ihm besucht er auch den Kurs «Ich schreibe einen Blog» in der Projektwoche. Lehrer Gilgen ist seit 20 Jahren Lehrperson an der Oberstufe.

#### Lynn
Lynn Wyss ist das 14-jährige Mädchen, für das Lanz schwärmt. Nur wegen Lynn schreibt er sich überhaupt für den Projektwochenkurs «Ich schreibe einen Blog» ein. Es bleibt offen, ob Lynn sich auch für Lanz interessiert. Am Dienstag und Mittwoch führen sie im Kurs kurze Gespräche, am Mittwochabend schreiben sie kurz über Facebook miteinander. Lynn reist noch vor Ende der Projektwoche in die Ferien nach Colorado, weshalb sie nicht zur Schulabschlussparty kommen kann.

#### Lanz’ Mutter
Silvia arbeitet als Pflegefachfrau und leitet im Spital ein Team. Ihr Freund heisst Mani (Manfred). Sie arbeitet sehr viel und zu Schichtzeiten, weshalb sie wenig Zeit für ihren Sohn hat und wenig Einblick in Lanz' Leben erhält. Sie weiss, dass Lanz raucht und weist ihn kaum zurecht. Lanz vermutet, sie glaube, es sei das Einzige, was ihm Freude mache. Als Lanz nach Clavau abhaut, merkt sie dies erst, als Lanz sie anruft.

#### Lanz’ Vater
Lanz nennt seinen Vater „Babs“. Er arbeitet als Journalist und ist strenger mit Lanz, als seine Mutter. Beim Vater muss Lanz viel im Haushalt helfen und – als Vierzehnjähriger – sehr früh ins Bett. Der Vater hat keinen altersadäquaten Umgang mit seinem Sohn. In Anwesenheit seines Vaters traut sich Lanz nicht zu rauchen, obwohl der Vater selbst raucht. Der Vater lebt seit sieben Jahren von Lanz und seiner Mutter getrennt, bewohnt aber eine Wohnung im selben Dorf wie Lanz' Mutter.

#### Andi
Andi ist ein Schulfreund von Lanz. Er ist die einzige Person, mit der Lanz seine Freizeit verbringt. Trotzdem haben die beiden keinen sehr freundschaftlichen Umgang miteinander. Andi raucht und kifft ebenfalls, oft zusammen mit Lanz.

#### Gian, Ciara, Anna und Mike
Die Verwandten von Lanz wohnen im bündnerischen Clavau. Sie sind seine Cousins. Gegen Ende der Projektwoche haut Lanz zu diesen Verwandten ab. Mit Gian und Ciara versteht er sich besonders gut, da er mit ihnen schon vieles erlebt hat. Seine Verwandten leben in ländlichen Verhältnissen und führen einen Bauernhof, weshalb Lanz dort auch im Stall und bei anderen Arbeiten mithilft.

## Form

### Literarische Gattung
Lanz ist ein epischer Text bzw. ein Roman. Das zeigt sich daran, dass er in Prosa gehalten ist und beinahe 130 Seiten umfasst.

### Aufbau
Das Buch ist in Form eines Blogs geschrieben, wobei der Leser die persönlichen Blogeinträge der Hauptfigur liest. Die Handlung wird in fünf Kapitel unterteilt, die den Wochentagen Montag – Freitag entsprechen. Das Werk spielt die letzte Schulwoche vor den Osterferien im Frühling. Verfasst werden die Beiträge zu diesen Wochentagen teilweise am selben Tag, teilweise am Folgetag. Dementsprechend spielt der Roman innerhalb von etwas mehr als fünf Tagen. In jedem Kapitel sind zusätzlich mehrere Unterkapitel (ebenfalls einzelne Blogeinträge) enthalten. Einerseits erzählt Lanz über seinen Schulalltag in der Projektwoche, andererseits werden durch Rückblenden Lanz’ Kindheitserinnerungen und Reflexionen eingeflochten.
Am Anfang schreibt Lanz im Präteritum, später wechselt er ins Präsens.

### Erzähltechnik
Die Erzählperspektive bleibt im gesamten Roman eine personale Ich-Perspektive. Sie ermöglicht einen direkten Eindruck des Miterlebens und einen Einblick in die Gedankenwelt des Erzählers. Flurin Jecker hat eine Perspektive gewählt, die typisch und für persönliche Blogeinträge üblich ist.

### Sprachstil
Der Roman orientiert sich an einem mündlichen Sprachgebrauch. Lanz schreibt nicht in einer typischen Standardsprache. Es werden viele jugendsprachliche Begriffe und Ausdrücke aus der Schweizerdeutschen Mundart und aus dem Englischen verwendet, gleichwohl ist der Text auch am hochdeutschen Standard orientiert. Bemerkenswert ist auch das häufige Auftreten von Aussagen im Konjunktiv, was ebenfalls ein Hinweis auf die Eigenheiten der Schweizer Mündlichkeit ist.

Martin Ebel schreibt in seiner Rezension im Tages-Anzeiger zur Sprache von Lanz:
Jecker geht nicht in die Falle eines Jugendjargons, der mit trendigem Vokabular um sich wirft («scheiss» in allen grammatischen Varianten gehört ja längst zum normalen Wortschatz). Er flirtet nicht mit dem Dialekt (in dem, wenn das Buch «authentisch» sein wollte, sein Held natürlich reden müsste) und experimentiert auch nicht, wie es andere Schweizer Autoren derzeit gern tun, mit einer Kombination aus Hochsprache und Mundart. Er imitiert keine SMS-Dialoge, sondern weiss, dass die Beherrschung etwa des Konjunktivs der seelischen Differenziertheit seiner Figur zuträglich ist.
Jecker hat einen Tonfall gefunden, der die Befindlichkeit seines Helden mit leiser Distanz in Prosa umsetzt, mit vermeintlich schlichten, aber raffiniert eingesetzten Mitteln.
Malin Hunziker bemerkt in ihrer Rezension zur Sprache im Roman:
Flurin Jecker versteht es, sich in die Seele eines orientierungslosen Jungen einzufühlen und dabei unverblümt die Irrungen und Wirrungen der Pubertät zu kommentieren. Er erzählt mit einer ungewöhnlichen, direkten Sprache, die eine Mischung aus Jugendsprache und verdeutschter Mundart zu sein scheint und nicht vor Anglizismen und Vulgärsprache zurückschreckt. 

## Rezeption und Kritik

### Preise und Stipendien
Autor Flurin Jecker erhielt für seinen Roman folgende Preise:
- 2017: Kröte des Monats, Juni 2017
- 2017: Weiterschreiben-Stipendium der Stadt Bern
- 2018: Kranichsteiner Jugendliteratur-Stipendium

### Rezensionen und Kritik
Der Roman wurde von der Kritik mehrheitlich gut aufgenommen. In vielen Medien, darunter NZZ, Tages-Anzeiger und die Aargauer Zeitung wurde das Buch besprochen.
Für Kritik sorgte die Sprache, die von einigen Kritikern als stillos und von anderen als treffende Darstellung der Jugendsprache bezeichnet wurde.
Es wurde sehr viel positive Kritik geäussert. So wurde der Roman von Markus Gasser, Schweizer SRF 2, Kontext „Literatur im Gespräch“ gelobt, er transformiere die Mündlichkeit wieder in eine wunderschön ausgearbeitete, sehr knappe Literatursprache. Esther Schneider von SRF 2, „Kontext Literatur im Gespräch“ verliert auch nur gute Worte über das Buch. Sie lobt die sprachliche Reduktion der Sprache und den jugendlich-authentischen Erzählton.

## Ausgaben
- Flurin Jecker: Lanz. Nagel & Kimche Verlag im Carl Hanser Verlag, München 2017, ISBN 978-3-312-01022-6